# Józef Reński
Józef Reński (ur. 8 lutego 1901 w Ostrowcu Świętokrzyskim, zm. 31 sierpnia 1966 tamże) – polski architekt i urbanista.

## Życiorys
W 1920 roku ukończył ostrowieckie gimnazjum męskie, będąc jednym z jego pierwszych siedmiu absolwentów. Po odbyciu kilkumiesięcznej służby wojskowej, w 1921 roku został przyjęty na Wydział Architektury Politechniki Warszawskiej, którą to uczelnię ukończył w 1928 roku. Od 1927 roku pracował w pracowni architektonicznej Oskara Sosnowskiego. Następnie został zatrudniony w dziale regulacji i pomiarów Zarządu Miejskiego m. st. Warszawy. Pełnił również funkcję kierownika oddziału projektów i studiów dla prawobrzeżnej Warszawy. Od 1937 r. organizował, a następnie kierował Biurem Regionalnego Planu Zabudowy Okręgu Kielecko-Radomskiego. W latach 1941–1961 pełnił funkcję architekta miejskiego Ostrowca Świętokrzyskiego. W latach II wojny światowej zaangażował się w działalność konspiracyjną.
Był członkiem Stowarzyszenia Architektów Polskich. Od 1937 roku był wiceprezesem, natomiast od 1938 roku – prezesem Zarządu Okręgowego SARP w Kielcach. Zasiadał również jako sędzia w konkursach organizowanych przez Stowarzyszenie. Ponadto działał w Towarzystwie Urbanistów Polskich, gdzie w latach 1934-1936 pełnił funkcję Członka Zarządu. Był również członkiem kolegium rzeczoznawców urbanistycznych przy Komisji Urbanistycznej Związku Miast Polskich (od 1933) oraz Komisji Regionalnego Planu Zabudowy Okręgu Sandomierskiego (1939). Należał do Kolegium Redakcyjnego "Biuletynu Urbanistycznego". Był również jednym z założycieli Towarzystwa Absolwentów Liceum im. J.Chreptowicza w Ostrowcu Świętokrzyskim, powstałego w 1957 roku.
W 1966 roku otrzymał Srebrną Odznakę SARP. Został pochowany na Cmentarzu Ostrowieckim przy ul. Denkowskiej.

### Projekty

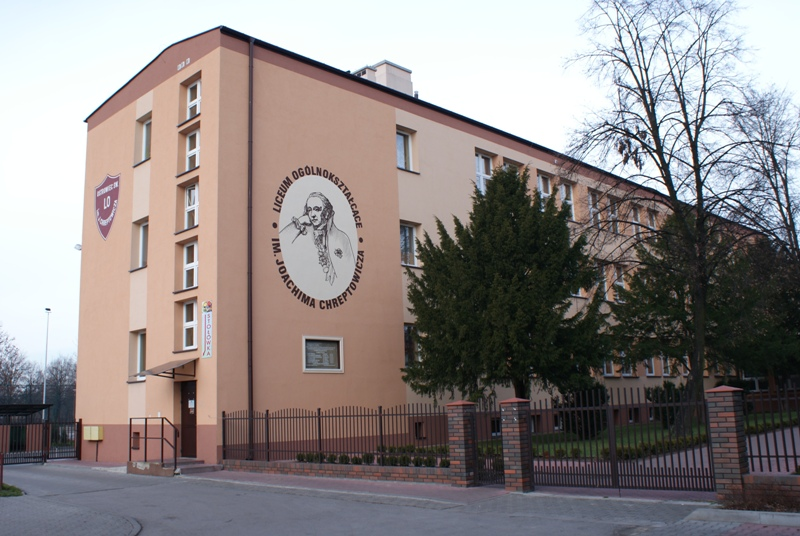
Budynek Liceum Ogólnokształcącego nr II im. Joachima Chreptowicza w Ostrowcu Świętokrzyskim

- plany zabudowy miast, m.in. Kielc, Radomia, Skarżyska-Kamiennej, Sandomierza, Starachowic i Ostrowca Świętokrzyskiego,
- konkursowy projekt kąpieliska Jurata (1934) z Janem Graefe i Juliuszem Nielsenem – I nagroda,
- konkursowy projekt planu regulacji Katowic (1935) z Janem Graefe i Juliuszem Nielsenem – I nagroda,
- konkursowy projekt planu ogólnego Poznania – III nagroda,
- konkursowy projekt rozplanowania Równego (1937) z Wacławem Podlewskim – III nagroda,
- projekt gmachu Liceum Ogólnokształcącego nr II w Ostrowcu Świętokrzyskim[2].

## Rodzina i upamiętnienie
Był jednym z siedmiorga dzieci Teofila Reńskiego i Marii z domu Philippart (z pochodzenia Belgijki). Miał pięć sióstr: Iwonę (zmarłą w niemowlęctwie), Sabinę, Natalię, Marię i Eugenię oraz brata Edmunda – działacza harcerskiego oraz członka ruchu oporu podczas II wojny światowej. Był żonaty z Franciszką z domu Kłokocką, z którego to małżeństwa urodziła się trójka dzieci: Jerzy (również urbanista), Magdalena i Andrzej.
Jego imię nosi ostrowiecki odcinek drogi krajowej nr 9 od granic miasta do skrzyżowania z ul. Stefana Żeromskiego.